# Páramo
För andra betydelser, se Páramo (olika betydelser).

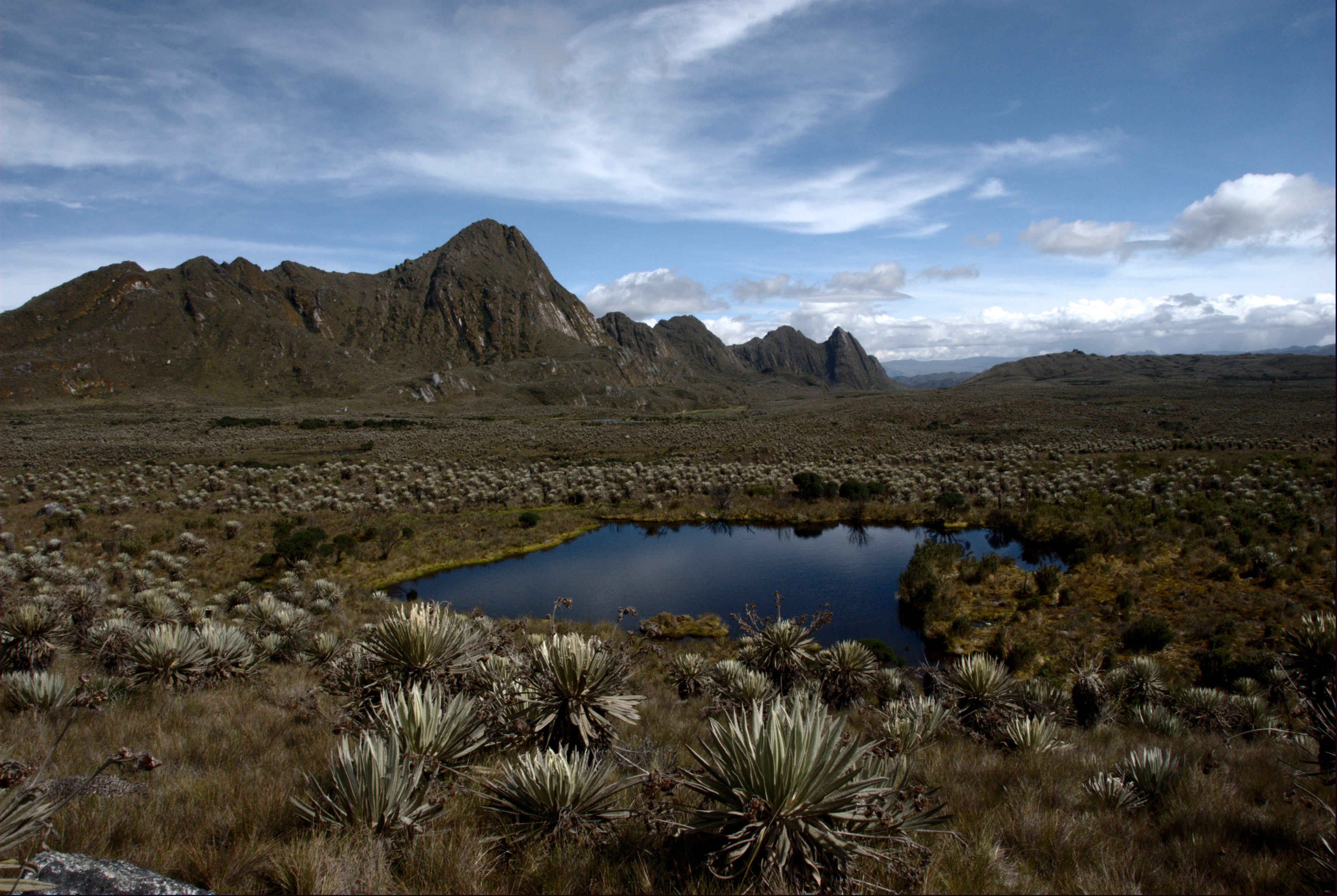
Páramo i Colombia

Páramo (spanska) är den gräs- och buskstäpp som finns på 3 200–4 500 meters höjd i Anderna och i delar av Centralamerika ofta mellan skogsgränsen och köldöknen närmast snögränsen.

## Jordarter
Jordarna i páramos ekosystem varierar, men de flesta är unga och delvis vittrade. Jorden har en relativt lågt pH-värde på grund av ett överflöd av vatten och organiskt innehåll. Organiskt innehåll, även inom störda platser, har mycket högt medelvärde, vilket bidrar till vattenretention i jorden. Under kallt och blött väder, finns det få näringsämnen tillgängliga och produktiviteten är då mycket låg i páramos jordar. Jordarna i ekosystemet har förändrats på grund av mänsklig aktivitet, särskilt på grund av avbränning av vegetation för att rensa mark för bete.
Jordarna i södra ecuadorianska páramo karakteriseras allmänt in andisoler, inceptisoler, histosoler, entisoler och mollisoler. Den senaste tiden har det skett en ökning av andisoljordar, främst på grund av mer vulkanisk aktivitet. Dessa jordar har en mycket hög vätskeretentionstakt, vilket bidrar till den ökade odlingen och differentierad markanvändning. 

## Klimat
Páramos klimat varierar något beroende på den specifika platsen. I Colombia och norra Ecuador har luftmassor från intertropiska konvergenszonen en betydande effekt på klimatet, och dessa regioner tenderar att vara konsekvent fuktiga (ung. 70-85%) under hela året.
Páramos i de nordligaste Anderna i Venezuela, norra Colombia och Costa Rica upplever ett annorlunda klimat på grund av den torra säsongen, som orsakas av de nordostliga passadvindarna. Södra Ecuador och norra Peru upplever den mest besvärliga torrheten eftersom de påverkas av en luftmassa från Amazonområdet, som släpper sin fukt på den östra sidan, samt en annan luftmassa från väst som påverkas av Humboldtströmmen.
Dygnets medeltemperatur håller sig hela året på några plusgrader, men under torrtiden är temperaturskillnaden stor mellan natten, då det fryser, och dagen, då det kan vara +30 °C. Denna svängning resulterar ofta i en daglig frys- och upptiningscykel. Genomsnittlig årlig temperaturer ekosystemet varierar från 2 °C till 10 °C, med alltmer kallare temperaturer på högre breddgrader.
Nederbörden håller sig kring 750 mm per år.

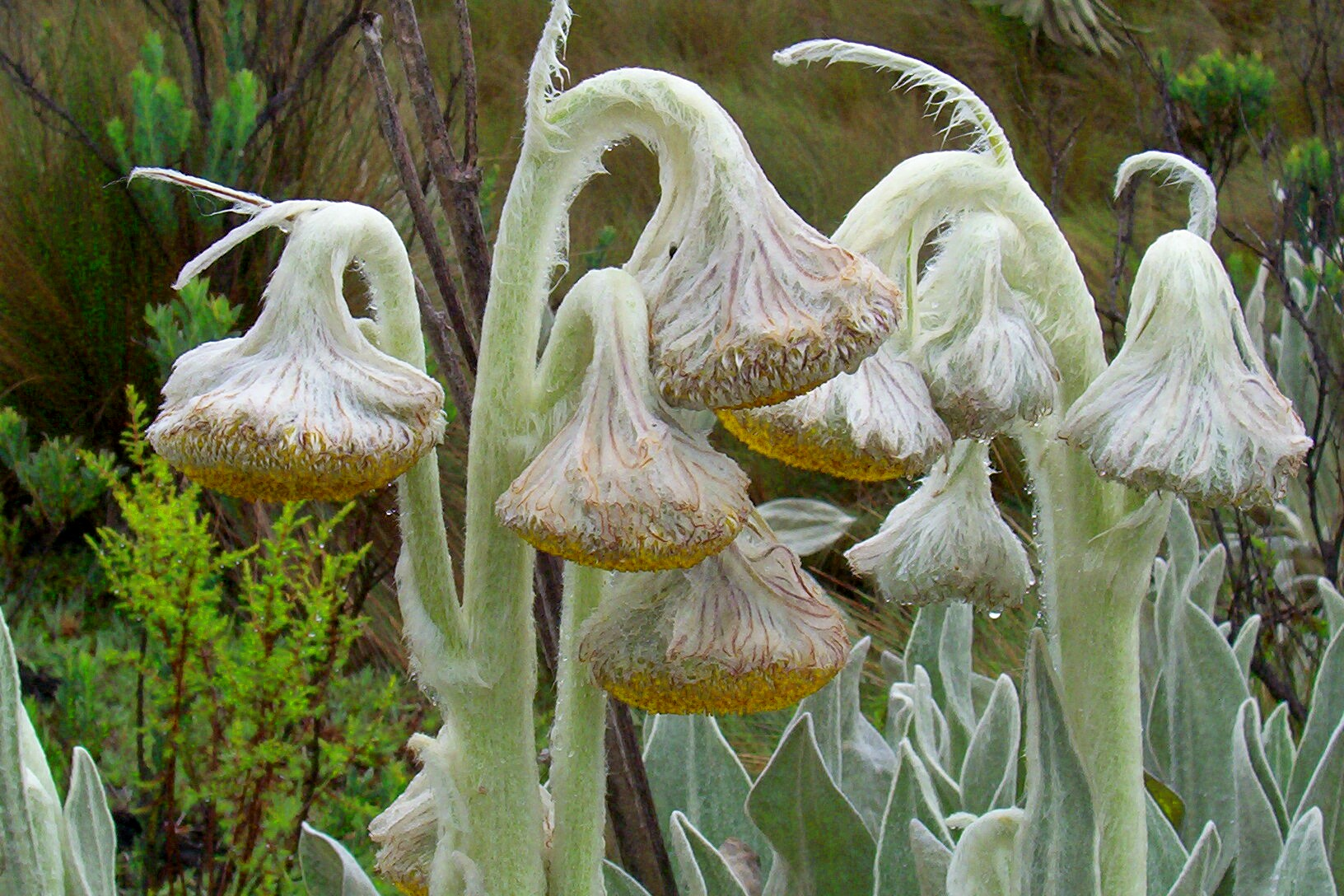
Culcitium sp. i Páramo de Chiles, Carchi, Ecuador.

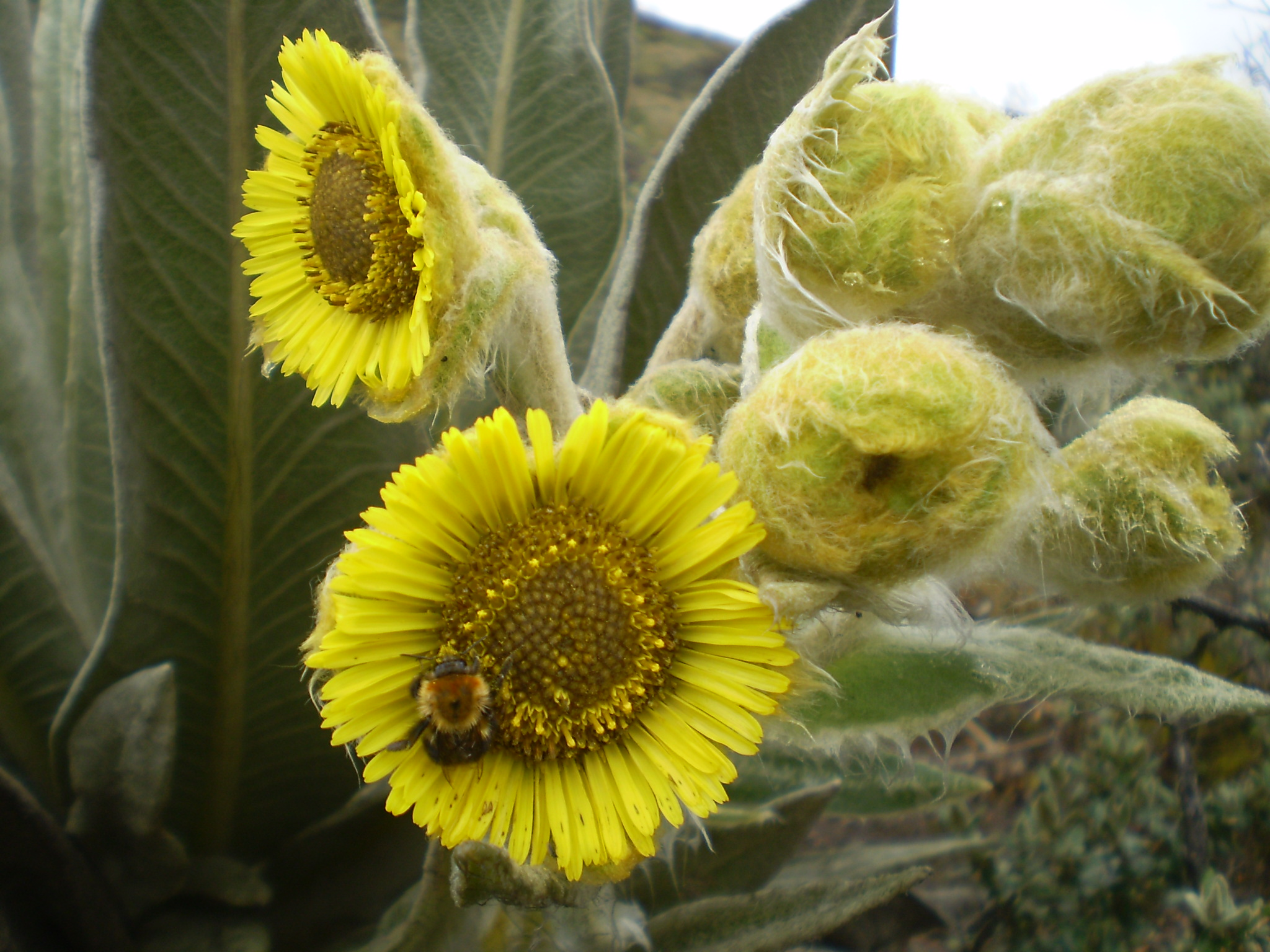
Espeletia grandiflora i Páramo de Guerrero, Colombia.

## Flora
Karaktärsväxter på páramon är bl. a. små korgblommiga Espeletia-träd med ogrenad stam och en krans av vitulliga brad i toppen, och på ca 4 200 meters höjd förekommer ofta låga träd av rosväxtsläktet Polylepis.
I vid bemärkelse används ordet páramo även om motsvarande högfjällsvegetation i hela det tropiska bältet.

## Fauna
Vegetationen i páramo ger skydd och livsmiljö för en rad av däggdjur, fåglar, insekter, amfibier och reptiler. Vissa djur är vanliga i páramos ekosystem såsom andinsk räv (kallas ibland páramovarg), vitsvanshjort, och glasögonbjörn som ibland vallfärdar till höga páramo för sin favoritföda, Puya ananasväxter.
Ryggradslösa djur som t.ex. gräshoppor, kackerlackor, skalbaggar och flugor finns i subpáramo. Groddjur är också väl dokumenterade i páramos ekosystem, såsom salamandrar, grodor och reptiler.